# Thạch Thảo (phim)
Thạch Thảo là phim điện ảnh Việt Nam về đề tài học đường của đạo diễn Mai Thế Hiệp, được khởi chiếu vào ngày 16 tháng 11 năm 2018. Phim được hợp tác sản xuất bởi Galaxy Media & Entertainment, Fortune Projects, HKFilm và Pixel Garden với sự đầu tư của Bộ Văn hóa, Thể thao và Du lịch theo đề nghị của Cục Điện ảnh.
Là một bộ phim về lứa tuổi hồn nhiên, đầy mơ mộng, Thạch Thảo có nội dung mang ý nghĩa đề cao tình bạn, tình thầy trò, tình cảm gia đình, và cả tình yêu đôi lứa.

## Nội dung

### Giới thiệu
Thạch là một thanh niên 17 tuổi và mồ côi cha mẹ từ nhỏ. Cậu sống ở Sài Gòn cùng anh trai mình là thầy giáo mới ra trường tên Thiết. Do có sự thay đổi trong công việc, Thiết phải chuyển đến Kon Tum để giảng dạy, và Thạch cũng theo anh trai mình đến đây tiếp tục việc học tập.
Trong quá trình học tập tại Kon Tum, Thạch đã quen thêm nhiều người bạn mới, trong đó có cô nữ sinh tên Thảo. Từ đó, những câu chuyện lãng mạn, dễ thương nhưng cũng đầy kịch tính bắt đầu diễn ra.

## Diễn viên
- Tùng Maru vai Thạch
- Bích Ngọc vai Thảo
- Khánh Như vai Thảo lúc nhỏ
- Lê Khắc Minh vai thầy giáo Thiết
- Lâm Văn Quốc vai Kiên
- Phương Quỳnh vai Đoan Trang
- Nguyễn Gia Linh vai Diệu Hiền
- Võ Ngọc Diệu Minh vai Thùy Mỵ
- Hứa Nhật Khánh Uyên vai Tùng
- Anh Tú vai A Rok
- Kang Phạm vai Ngọc
- Mai Ngô vai cô giáo Mi Ngor
- NSND Bạch Tuyết vai hiệu trưởng Châu[4]
- NSƯT Trương Minh Quốc Thái vai Sơn (bố Thảo)
- Phạm Thị Ngọc Trinh vai Trinh (mẹ Thảo)

## Sản xuất và phát hành
Thạch Thảo là bộ phim thứ hai được sản xuất theo mô hình hợp tác giữa nhà nước và tư nhân, sau thành công của Tôi thấy hoa vàng trên cỏ xanh cũng do Galaxy làm đơn vị sản xuất chính và phát hành. Phim được Bộ Văn hóa, Thể thao và Du lịch phê duyệt đầu tư đặt hàng với tổng mức giá sản xuất ước tính ban đầu là 15 tỉ đồng, trong đó tài trợ từ nguồn ngân sách nhà nước là 70% và nguồn kinh phí xã hội hóa huy động của đơn vị sản xuất là 30%. Đây cũng là bộ phim thứ hai do Mai Thế Hiệp làm đạo diễn, sau bộ phim Có căn nhà nằm nghe nắng mưa (đồng đạo diễn với Trầm Nguyễn Bình Nguyên).
Phim được bấm máy vào cuối tháng 6 năm 2018 với các cảnh quay chủ yếu được thực hiện tại tỉnh Kon Tum. Để có được cánh đồng hoa thạch thảo tím ngắt trải dài trên những triền núi làm bối cảnh, đoàn phim đã tiến hành gieo trồng hoa từ nhiều tháng trước thời điểm bấm máy.